# Surinam en los Juegos Olímpicos de Barcelona 1992
Surinam estuvo representado en los Juegos Olímpicos de Barcelona 1992 por seis deportistas, cinco hombres y una mujer, que compitieron en tres deportes.

## Medallistas
El equipo olímpico surinamés obtuvo las siguientes medallas:
| Nombre        | Deporte  | Competición      |
| ------------- | -------- | ---------------- |
| Oro           |          |                  |
| —             |          |                  |
| Plata         |          |                  |
| —             |          |                  |
| Bronce        |          |                  |
| Anthony Nesty | Natación | 100 m mariposa M |